# Vjekoslav Antonov Visković
Vjekoslav Antonov Visković, (1828. – 1891.), peraški kapetan duge plovidbe, habsburški diplomat i arhivist.
Rođen u hrvatskoj patricijskoj obitelji iz Perasta Viskovićima. Bio je pomorac. Obnašao je dužnost generalnog konzula Austro-Ugarske u Brindisiju. Za perašku je arhivistiku zaslužan zbog usustavljivanja Arhiva peraške općine.